# Temporada do Futbol Club Barcelona de 2020–21
A temporada 2020–21 do Futbol Club Barcelona foi a 121.ª temporada da história do clube e a 90.ª  temporada consecutiva na primeira divisão do futebol espanhol. Além da La Liga, Barcelona disputou nessa temporada a Copa del Rey, a Supercopa da Espanha e a Liga dos Campeões da UEFA. A temporada foi realizada de 15 de agosto de 2020 a 30 de junho de 2021.

## Temporada

### Agosto
Em 17 de agosto de 2020, o então treinador Quique Setién foi demitido após sete meses no cargo, depois de ser derrotado pelo Bayern de Munique por 8–2, nas quartas-de-finais da Liga dos Campeões. Em 19 de agosto, o clube anunciou que o treinador neerlandês Ronald Koeman seria o novo técnico do clube, com um contrato válido até 30 de junho de 2022.

### Setembro
No mês de setembro, Barcelona vendeu diversos jogadores na tentativa de reformular o elenco; o primeiro deles sendo Ivan Rakitić, que foi vendido para o Sevilla por €1.5 milhões, mais €9 milhões em variáveis, seguido pelo empréstimo de Moussa Wagué para o PAOK até o final da temporada, sem opção de compra, seguido pela venda de Arturo Vidal para a Inter de Milão de graça, mais €1 milhão em variáveis, seguido pela venda de Nélson Semedo para o Wolverhampton por uma taxa de €30 milhões, mais €10 milhões em variáveis. No mesmo dia, Barça anunciou a venda do ídolo Luis Suárez para o Atlético de Madrid, que foi vendido de graça, mais €6 milhões em variáveis.
Em 27 de setembro, pela primeira partida oficial da temporada, na estreia na La Liga, contra o Villarreal no Camp Nou, Barcelona venceu por 4–0, com dois gols do jovem Ansu Fati, um gol de pênalti de Lionel Messi e um gol contra de Pau Torres.

### Outubro
Em 1 de outubro, Barcelona anunciou a contratação de Sergiño Dest, vindo do Ajax por €21 milhões, mais €5 milhões em variáveis. Mais tarde naquele mesmo dia, Barça derrotou o Celta de Vigo por 3–0, fora de casa. Com um gol de Ansu Fati, um gol contra de Lucas Olaza e um gol nos últimos minutos de Sergi Roberto, o time Blaugrana garantiu a vitória, após cinco anos sem ganhar, no estádio Balaídos.
Em 4 de outubro, Barcelona empatou em 1–1 com o Sevilla em casa. Luuk de Jong abriu o placar, mas Philippe Coutinho empatou minutos depois.
Em 5 de outubro, Barcelona acertou com o Benfica o empréstimo de Jean-Clair Todibo por dois anos com a opção de compra por €20 milhões. O clube também anunciou a saída de Rafinha para o Paris Saint-Germain, de graça.
Em 17 de outubro, Barcelona sofreu sua primeira derrota na temporada, perdendo para o Getafe, fora de casa, por 1–0, com um pênalti de Jaime Mata.
Em 20 de outubro, Barcelona venceu o Ferencváros por 5–1, pela estreia da Liga dos Campeões da temporada. Com gols de Messi, Fati, Coutinho, Pedri e Dembélé, Barça confirmou a vitória. Mais tarde naquele dia, Barcelona anunciou a extensão de contrato de Gerard Piqué até 2024, Marc-André ter Stegen até 2025, Frenkie de Jong e Clément Lenglet até 2026.
Em 24 de outubro, pelo primeiro "El Clásico" da temporada, Barcelona foi derrotado pelo seu rival Real Madrid em casa, por 3–1. Federico Valverde abriu o placar no início para o Real Madrid e Ansu Fati empatou logo em seguida, se tornando o jogador mais jovem à marcar na história do El Clásico, além de ser o 400.º gol do Barça na história do confronto. Madrid abriu na frente novamente com um gol de pênalti de Sergio Ramos, e Luka Modrić fechou o placar para Los Blancos.
Em 27 de outubro, o então presidente Josep Maria Bartomeu anunciou sua renúncia do cargo, além da renúncia de toda sua diretoria, após seis anos no comando do clube. Em 28 de outubro, Carles Tusquets foi anunciado como presidente interino do clube até as próximas eleições. Mais tarde naquele dia, Barcelona derrotou a Juventus, fora de casa, por 2–0, pelo segundo jogo da fase de grupos da Liga dos Campeões. Gols de Dembélé e Messi deram a vitória para o clube Blaugrana.
Em 31 de outubro, Barcelona empatou, fora de casa, por  1–1 com Deportivo Alavés.

### Novembro
Em 4 de novembro, Barcelona venceu o Dínamo de Kiev, em casa, por 2–1, pelo terceiro jogo da fase de grupos da Liga dos Campeões.
Em 7 de novembro, Barcelona goleou o Real Betis, em casa, por 5–2, com dois gols de Lionel Messi saindo do banco no intervalo.

## Jogadores
| Núm. | Pos. | Nac.                 | Jogador                      | Idade | EU  | Desde | Valor  | Notas                                   |
| ---- | ---- | -------------------- | ---------------------------- | ----- | --- | ----- | ------ | --------------------------------------- |
| 1    | GL   | Alemanha             | Marc-André ter Stegen        | 28    | Sim | 2014  | €12M   |                                         |
| 2    | LT   | Estados Unidos       | Sergiño Dest                 | 19    | Sim | 2020  | €21M   | Segunda nacionalidade: Países Baixos    |
| 3    | ZG   | Espanha              | Gerard Piqué (3º capitão)    | 33    | Sim | 2008  | €5M    | Originalmente da base                   |
| 4    | ZG   | Uruguai              | Ronald Araújo                | 21    | Não | 2019  | €1.7M  | Segunda nacionalidade: Brasil           |
| 5    | MC   | Espanha              | Sergio Busquets (2º capitão) | 32    | Sim | 2008  | Base   |                                         |
| 7    | AT   | França               | Antoine Griezmann            | 29    | Sim | 2019  | €120M  |                                         |
| 8    | MC   | Bósnia e Herzegovina | Miralem Pjanić               | 30    | Sim | 2020  | €60M   | Segunda nacionalidade: Luxemburgo       |
| 9    | AT   | Dinamarca            | Martin Braithwaite           | 29    | Sim | 2020  | €18M   | Segunda nacionalidade: Guiana           |
| 10   | AT   | Argentina            | Lionel Messi (1º capitão)    | 33    | Sim | 2004  | Base   | Segunda nacionalidade: Espanha          |
| 11   | AT   | França               | Ousmane Dembélé              | 23    | Sim | 2017  | €105M  |                                         |
| 12   | MC   | Espanha              | Riqui Puig                   | 21    | Sim | 2018  | Base   | Originalmente da base                   |
| 13   | GL   | Brasil               | Neto                         | 31    | Sim | 2019  | €26M   | Segunda nacionalidade: Itália           |
| 14   | MC   | Brasil               | Philippe Coutinho            | 28    | Sim | 2018  | €120M  | Segunda nacionalidade: Portugal         |
| 15   | ZG   | França               | Clément Lenglet              | 25    | Sim | 2018  | €35.9M |                                         |
| 16   | MC   | Espanha              | Pedri                        | 17    | Sim | 2020  | €5M    |                                         |
| 17   | AT   | Portugal             | Francisco Trincão            | 20    | Sim | 2020  | €31M   |                                         |
| 18   | LT   | Espanha              | Jordi Alba                   | 31    | Sim | 2012  | €14M   | Originalmente da base                   |
| 19   | MC   | Brasil               | Matheus Fernandes            | 22    | Não | 2020  | €7M    |                                         |
| 20   | LT   | Espanha              | Sergi Roberto (4º capitão)   | 28    | Sim | 2010  | Base   | Originalmente da base                   |
| 21   | MC   | Países Baixos        | Frenkie de Jong              | 23    | Sim | 2019  | €75M   |                                         |
| 22   | AT   | Espanha              | Ansu Fati                    | 17    | Sim | 2019  | Base   | Segunda nacionalidade: Guiné Bissau     |
| 23   | ZG   | França               | Samuel Umtiti                | 26    | Sim | 2016  | €25M   | Segunda nacionalidade: Camarões         |
| 24   | LT   | Espanha              | Junior Firpo                 | 24    | Sim | 2019  | €18M   | Segunda nacionalidade : Rep. Dominicana |

Última atualização: 06 de maio de 2021. Fontes: 1 e 2.

### DoBarcelona Be dascategorias de base
| Núm. | Pos. | Nac.           | Jogador             | Idade | EU  | Desde | Valor | Notas                          |
| ---- | ---- | -------------- | ------------------- | ----- | --- | ----- | ----- | ------------------------------ |
| 26   | GL   | Espanha        | Iñaki Peña          | 21    | Sim | 2018  | Base  |                                |
| 27   | MC   | Espanha        | Ilaix Moriba        | 17    | Sim | 2020  | Base  | Segunda nacionalidade : Guiné  |
| 28   | ZG   | Espanha        | Óscar Mingueza      | 21    | Sim | 2018  | Base  |                                |
| 29   | AT   | Estados Unidos | Konrad de la Fuente | 19    | Sim | 2020  | Base  | Segunda nacionalidade: Espanha |

Última atualização: 06 de maio de 2021. Fonte principal: fcbarcelona.com.

## Transferências

### Chegando
| Núm.  | Pos.  | Nac.                 | Jogador            | Vindo de          | Valor                 | Data                  |
| ----- | ----- | -------------------- | ------------------ | ----------------- | --------------------- | --------------------- |
| –     | MC    | Espanha              | Oriol Busquets     | Twente            | Retorno de empréstimo | 1 de julho de 2020    |
| –     | ZG    | Espanha              | Juan Miranda       | Schalke 04        | Retorno de empréstimo | 1 de julho de 2020    |
| 14    | MC    | Brasil               | Phillippe Coutinho | Bayern de Munique | Retorno de empréstimo | Fim de temporada      |
| 12    | MC    | Brasil               | Rafinha            | Celta de Vigo     | Retorno de empréstimo | Fim de temporada      |
| 6     | MC    | Espanha              | Carles Aleñá       | Real Betis        | Retorno de empréstimo | Fim de temporada      |
| –     | ZG    | França               | Jean-Clair Todibo  | Schalke 04        | Retorno de empréstimo | 1 de julho de 2020    |
| –     | LT    | Senegal              | Moussa Wagué       | OGC Nice          | Retorno de empréstimo | 1 de julho de 2020    |
| 16    | MC    | Espanha              | Pedri              | Las Palmas        | €5M                   | Fim de temporada      |
| 17    | AT    | Portugal             | Francisco Trincão  | Braga             | €31M                  | Fim de temporada      |
| 19    | MC    | Brasil               | Matheus Fernandes  | Palmeiras         | €7M                   | Fim de temporada      |
| 8     | MC    | Bósnia e Herzegovina | Miralem Pjanić     | Juventus          | €60M                  | Fim de temporada      |
| 2     | LT    | Estados Unidos       | Sergiño Dest       | Ajax              | €21M                  | 1 de outubro de 2020  |
| -     | ZG    | França               | Jean-Clair Todibo  | Benfica           | Retorno de empréstimo | 31 de janeiro de 2021 |
| Total | Total | Total                | Total              | Total             | Total                 | €124,000,000          |

### Saindo
| Núm.  | Pos.  | Nac.     | Jogador        | Indo para           | Valor  | Data                   |
| ----- | ----- | -------- | -------------- | ------------------- | ------ | ---------------------- |
| –     | MC    | Turquia  | Arda Turan     | Galatasaray         | Grátis | 1 de julho de 2020     |
| 8     | MC    | Brasil   | Arthur         | Juventus            | €72M   | Fim de temporada       |
| –     | AT    | Espanha  | Carles Pérez   | Roma                | €11M   | Fim de temporada       |
| –     | AT    | Espanha  | Abel Ruiz      | Braga               | €8M    | Fim de temporada       |
| –     | MC    | Espanha  | Marc Cucurella | Getafe              | €10M   | Fim de temporada       |
| 4     | MC    | Croácia  | Ivan Rakitić   | Sevilla             | €1.5M  | 1 de setembro de 2020  |
| 22    | MC    | Chile    | Arturo Vidal   | Inter de Milão      | Grátis | 22 de setembro de 2020 |
| –     | ZG    | Espanha  | Jorge Cuenca   | Villarreal          | €2.5M  | 22 de setembro de 2020 |
| 2     | ZG    | Portugal | Nélson Semedo  | Wolverhampton       | €30M   | 23 de setembro de 2020 |
| 9     | AT    | Uruguai  | Luis Suárez    | Atlético de Madrid  | Grátis | 23 de setembro de 2020 |
| 12    | MC    | Brasil   | Rafinha        | Paris Saint-Germain | Grátis | 5 de outubro de 2020   |
| Total | Total | Total    | Total          | Total               | Total  | €135,000,000           |

1. ↑  A taxa pode eventualmente aumentar para €65.000.000.
2. ↑  A taxa pode eventualmente aumentar para €26.000.000.
3. ↑  A taxa pode eventualmente aumentar para €82,000,000.
4. ↑  A taxa pode eventualmente aumentar para €14,500,000.
5. ↑  A taxa pode eventualmente aumentar para €10,500,000.
6. ↑  A taxa pode eventualmente aumentar para €1,000,000.
7. ↑  A taxa pode eventualmente aumentar para €6,500,000.
8. ↑   A taxa pode eventualmente aumentar para €40,000,000.
9. ↑  A taxa pode eventualmente aumentar para €6,000,000.
10. ↑  A taxa pode eventualmente aumentar para €3,000,000.

### Emprestados
| Núm.  | Pos.  | Nac.    | Jogador           | Indo para  | Valor      | Inicio                 | Fim                 |
| ----- | ----- | ------- | ----------------- | ---------- | ---------- | ---------------------- | ------------------- |
| –     | LT    | Senegal | Moussa Wagué      | PAOK       | Nenhum     | 21 de setembro de 2020 | Fim da temporada    |
| –     | MC    | Espanha | Monchu            | Girona     | Nenhum     | 22 de setembro de 2020 | Fim da temporada    |
| –     | ZG    | França  | Jean-Clair Todibo | Benfica    | €2,000,000 | 5 de outubro de 2020   | 30 de junho de 2022 |
| –     | LT    | Espanha | Juan Miranda      | Real Betis | Nenhum     | 5 de outubro de 2020   | Fim da temporada    |
| 6     | MC    | Espanha | Carles Aleñá      | Getafe     | Nenhum     | 6 de janeiro de 2021   | Fim da temporada    |
| –     | ZG    | França  | Jean-Clair Todibo | Nice       | Nenhum     | 1 de fevereiro de 2021 | Fim da temporada    |
| Total | Total | Total   | Total             | Total      | Total      | €2,000,000             | €2,000,000          |

### Resumo
As taxas não divulgadas não estão incluídas nos totais de transferência.
| Despesa Verão: €124,000,000 Inverno: €0,000,000 Total: €124,000,000 | Renda Verão: €137,000,000 Inverno: €0,000,000 Total: €137,000,000 | Totais líquidos Verão: €13,000,000 Inverno: €000,000 Total: €13,000,000 |

## Pré-temporada e amistosos
Vitória       Empate       Derrota       Futuros
| 12 de setembro de 2020 Amistoso | Barcelona                                                                | 3–1       | Gimnàstic                       | Sant Joan Despí, Espanha                                               |  |
| 19:00 (UTC +2)                  | - Dembélé 6' - Busquets 21' - Griezmann 17' (pen.) - Coutinho 51' (pen.) | Relatório | - Brugui 13' - Bonilla 31', 36' | Estádio: Estádio Johan Cruyff Público: 0 Árbitro: Albert Ávalos Martos |  |

| 16 de setembro de 2020 Amistoso | Barcelona                       | 3–1       | Girona     | Sant Joan Despí, Espanha                                               |  |
| 19:00 (UTC+2)                   | - Coutinho 21' - Messi 45', 51' | Relatório | - Sáiz 46' | Estádio: Estádio Johan Cruyff Público: 0 Árbitro: Albert Catalá Ferrán |  |

| 19 de setembro de 2020 Troféu Joan Gamper | Barcelona                    | 1–0       | Elche        | Barcelona, Espanha           |  |
| 19:00 (UTC+2)                             | - Griezmann 2' - Lenglet 58' | Relatório | - Moreno 84' | Estádio: Camp Nou Público: 0 |  |

## Competições

### Resumo
| Competição           | Primeira partida       | Última partida        | Rodada de início | Números | Números | Números | Números | Números | Números | Números | Números |
| Competição           | Primeira partida       | Última partida        | Rodada de início | P       | V       | E       | D       | GM      | GS      | SG      |         |
| -------------------- | ---------------------- | --------------------- | ---------------- | ------- | ------- | ------- | ------- | ------- | ------- | ------- | ------- |
| La Liga              | 27 de setembro de 2020 | 22 de maio de 2021    | Rodada 1         | 38      | 24      | 7       | 7       | 85      | 38      | +47     |         |
| Copa del Rey         | 21 de Janeiro de 2021  | 17 de abril de 2021   | 16-avos de final | 6       | 5       | 0       | 1       | 16      | 6       | +10     |         |
| Supercopa da Espanha | 13 de Janeiro de 2021  | 17 de Janeiro de 2021 | Semi-finais      | 2       | 1       | 0       | 1       | 3       | 4       | -1      |         |
| Liga dos Campeões    | 20 de outubro de 2020  | 10 de março de 2021   | Fase de grupos   | 8       | 5       | 1       | 2       | 18      | 10      | +8      |         |
| Total                | Total                  | Total                 | Total            | 54      | 35      | 8       | 11      | 122     | 58      | +64     |         |

Atualizado pela última vez: 04 de junho. Fonte: Soccerway

### La Liga

#### Tabela
Atualizado em 4 de junho de 2021.
| Pos | Equipes            | Pts | J  | V  | E  | D  | GM | GS | SG  | Classificação ou rebaixamento                               |
| --- | ------------------ | --- | -- | -- | -- | -- | -- | -- | --- | ----------------------------------------------------------- |
| 1   | Atlético de Madrid | 86  | 38 | 26 | 8  | 4  | 67 | 25 | +42 | Fase de grupos da Liga dos Campeões da UEFA de 2021–22      |
| 2   | Real Madrid        | 84  | 38 | 25 | 9  | 4  | 67 | 28 | +39 | Fase de grupos da Liga dos Campeões da UEFA de 2021–22      |
| 3   | Barcelona          | 79  | 38 | 24 | 7  | 7  | 85 | 38 | +47 | Fase de grupos da Liga dos Campeões da UEFA de 2021–22      |
| 4   | Sevilla            | 77  | 38 | 24 | 5  | 9  | 53 | 33 | +20 | Fase de grupos da Liga dos Campeões da UEFA de 2021–22      |
| 5   | Real Sociedad      | 62  | 38 | 17 | 11 | 10 | 59 | 38 | +21 | Fase de grupos da Liga Europa da UEFA de 2021–22            |
| 6   | Betis              | 61  | 38 | 17 | 10 | 11 | 50 | 50 | 0   | Fase de grupos da Liga Europa da UEFA de 2021–22            |
| 7   | Villarreal         | 58  | 38 | 15 | 13 | 10 | 60 | 44 | +16 | Fase de grupos da Liga dos Campeões da UEFA de 2021–22      |
| 8   | Celta de Vigo      | 53  | 38 | 14 | 11 | 13 | 55 | 57 | -2  |                                                             |
| 9   | Granada            | 46  | 38 | 13 | 7  | 18 | 47 | 65 | -18 |                                                             |
| 10  | Athletic Bilbao    | 46  | 38 | 11 | 13 | 14 | 46 | 42 | +4  |                                                             |
| 11  | Osasuna            | 44  | 38 | 11 | 11 | 16 | 37 | 48 | -11 |                                                             |
| 12  | Cádiz              | 44  | 38 | 11 | 11 | 16 | 36 | 58 | -22 |                                                             |
| 13  | Valencia           | 43  | 38 | 10 | 13 | 15 | 50 | 53 | -3  |                                                             |
| 14  | Levante            | 41  | 38 | 9  | 14 | 15 | 46 | 57 | -11 |                                                             |
| 15  | Getafe             | 38  | 38 | 9  | 11 | 18 | 28 | 43 | -15 |                                                             |
| 16  | Alavés             | 38  | 38 | 9  | 11 | 18 | 36 | 57 | -21 |                                                             |
| 17  | Elche              | 38  | 38 | 8  | 12 | 18 | 34 | 55 | -21 |                                                             |
| 18  | Huesca             | 34  | 38 | 7  | 13 | 18 | 34 | 53 | -19 | Zona de rebaixamento à Segunda Divisão Espanhola de 2021–22 |
| 19  | Valladolid         | 31  | 38 | 5  | 16 | 17 | 34 | 57 | -23 | Zona de rebaixamento à Segunda Divisão Espanhola de 2021–22 |
| 20  | Eibar              | 30  | 38 | 6  | 12 | 20 | 29 | 52 | -23 | Zona de rebaixamento à Segunda Divisão Espanhola de 2021–22 |

#### Resumo dos resultados
| Resumo | Resumo | Resumo | Resumo | Resumo | Resumo | Resumo | Resumo | Casa | Casa | Casa | Casa | Casa | Casa | Fora | Fora | Fora | Fora | Fora | Fora |
| P      | V      | E      | D      | GM     | GS     | SG     | Pts.   | V    | E    | D    | GM   | GS   | SG   | V    | E    | D    | GM   | GS   | SG   |
| ------ | ------ | ------ | ------ | ------ | ------ | ------ | ------ | ---- | ---- | ---- | ---- | ---- | ---- | ---- | ---- | ---- | ---- | ---- | ---- |
| 38     | 24     | 7      | 7      | 85     | 38     | +47    | 79     | 11   | 5    | 3    | 44   | 20   | +38  | 13   | 2    | 4    | 41   | 18   | +23  |

Atualizado pela última vez: 09 de abril. Fonte: La Liga

#### Partidas
O calendário oficial foi divulgado em 30 de agosto de 2020.
      Vitória       Empate       Derrota       Futuros
| 24 de fevereiro de 2021 1ª rod. | Barcelona                  | 3–0 | Elche        | Barcelona                    |  |
|                                 | - Messi 48' 68' - Alba 73' |     | - Moreno 83' | Estádio: Camp Nou Público: 0 |  |

| 06 de janeiro de 2021 2ª rod. | Athletic Bilbao                   | 2–3       | Barcelona                   | Bilbao                                |  |
|                               | - Iñaki Williams 3' - Muniain 90' | Relatório | - Pedri 14' - Messi 38' 62' | Estádio: Estádio San Mamés Público: 0 |  |

| 27 de setembro de 2020 3ª rod. | Barcelona                                              | 4–0       | Villarreal   | Barcelona                                                        |  |
| 21:00 (UTC+2)                  | - Fati 15', 19' - Messi 35' (pen.) - Torres 45' (g.c.) | Relatório | - Moreno 83' | Estádio: Camp Nou Público: 0 Árbitro: Guillermo Cuadra Fernández |  |

| 1 de outubro de 2020 4ª rod. | Celta de Vigo                                                      | 0–3       | Barcelona                                                                                             | Vigo                                                          |  |
| 21:30 (UTC+2)                | - Aidoo 39' - Araujo 48' - Tapia 69' - Murillo 75' - Beltrán 90+3' | Relatório | - Fati 11' - Lenglet 23' 42' - Piqué 42' - Olaza 51' (g.c.) - Alba 84' - Busquets 87' - Roberto 90+5' | Estádio: Balaídos Público: 0 Árbitro: Carlos del Cerro Grande |  |

| 4 de outubro de 2020 5ª rod. | Barcelona                   | 1–1       | Sevilla                   | Barcelona                                               |  |
| 21:00 (UTC+2)                | - Coutinho 10' - Pjanić 77' | Relatório | - De Jong 8' - Gudelj 87' | Estádio: Camp Nou Público: 0 Árbitro: Jesús Gil Manzano |  |

| 18 de outubro de 2020 6ª rod. | Getafe                                                         | 1–0       | Barcelona                              | Getafe                                                               |  |
| 21:00 (UTC+2)                 | - Mata 27', 56' (pen.) - Cabaco 28' - Nyom 73' - Olivera 90+3' | Relatório | - Piqué 24' - Roberto 41' - Dest 90+7' | Estádio: Coliseum Alfonso Pérez Público: 0 Árbitro: César Soto Grado |  |

| 25 de outubro de 2020 7ª rod. | Barcelona                                        | 1–3       | Real Madrid                                                              | Barcelona                                                   |  |
| 16:00 (UTC+2)                 | - Fati 8' - Lenglet 29' - Alba 62' - Messi 90+1' | Relatório | - Valverde 5' - Casemiro 19' - Nacho 37' - Ramos 63' (pen.) - Modrić 90' | Estádio: Camp Nou Público: 0 Árbitro: Juan Martínez Munuera |  |

| 31 de outubro de 2020 8ª rod. | Alavés                                                  | 1–1       | Barcelona                                                | Vitoria-Gasteiz                                                                    |  |
| 21:00 (UTC+1)                 | - Jota 15' 62' - Deyverson 22' - Rioja 31' - Duarte 87' | Relatório | - Messi 39' - Lenglet 44' - Busquets 44' - Griezmann 63' | Estádio: Estádio de Mendizorroza Público: 0 Árbitro: Alejandro Hernández Hernández |  |

| 7 de novembro de 2020 9ª rod. | Barcelona                                                                         | 5–2       | Real Betis                                                | Barcelona                                                        |  |
| 16:15 (UTC+1)                 | - Dembélé 22' - Fati 37' - Pedri 41', 90' - Griezmann 49' - Messi 61' (pen.), 82' | Relatório | - Mandi 32' 60' - Moreno 45' - Sanabria 45+2' - Loren 73' | Estádio: Camp Nou Público: 0 Árbitro: Guillermo Cuadra Fernández |  |

| 21 de novembro de 2020 10ª rod. | Atlético de Madrid | 1-0 | Barcelona | Madrid                       |  |
| 21:00 (UTC+1)                   | - Carrasco 48'     |     |           | Estádio: Wanda Metropolitano |  |

| 29 de novembro de 2020 11ª rod. | Barcelona                                                    | 4-0 | Osasuna | Barcelona                    |  |
|                                 | - Braithwaite 29' - Griezmann 42' - Coutinho 57' - Messi 73' |     |         | Estádio: Camp Nou Público: 0 |  |

| 05 de dezembro de 2020 12ª rod. | Cádiz                      | 2-1 | Barcelona           | Cádiz                              |  |
|                                 | - Giménez 8' - Negredo 63' |     | - Alcalá 57' (g.c.) | Estádio: Estádio Ramón de Carranza |  |

| 13 de dezembro de 2020 13ª rod. | Barcelona   | 1-0 | Levante | Barcelona                    |  |
|                                 | - Messi 76' |     |         | Estádio: Camp Nou Público: 0 |  |

| 19 de dezembro de 2020 14ª rod. | Barcelona                | 2-2 | Valencia                   | Barcelona                    |  |
|                                 | - Messi 49' - Araújo 52' |     | - Diakhaby 29' - Gómez 69' | Estádio: Camp Nou Público: 0 |  |

| 22 de dezembro de 2020 15ª rod. | Real Valladolid | 0-3 | Barcelona                                   | Valladolid                     |  |
|                                 |                 |     | - Lenglet 21' - Braithwaite 35' - Messi 65' | Estádio: Estádio José Zorillla |  |

| 29 de dezembro de 2020 16ª rod. | Barcelona     | 1-1 | Eibar      | Barcelona                    |  |
|                                 | - Dembélé 49' |     | - Kike 57' | Estádio: Camp Nou Público: 0 |  |

| 03 de janeiro de 2021 17ª rod. | Huesca | 0-1 | Barcelona     | Huesca                      |  |
|                                |        |     | - de Jong 27' | Estádio: Estádio El Alcoraz |  |

| 09 de janeiro de 2021 18ª rod. | Granada | 0-4 | Barcelona                           | Granada                             |  |
|                                |         |     | - Griezmann 12' 63' - Messi 35' 42' | Estádio: Estádio Nuevo los Cármenes |  |

| 16 de dezembro de 2020 19ª rod. | Barcelona                | 2-1 | Real Sociedad      | Barcelona                    |  |
|                                 | - Alba 31' - de Jong 43' |     | - Willian José 27' | Estádio: Camp Nou Público: 0 |  |

| 24 de janeiro de 2021 20ª rod. | Elche | 0-2 | Barcelona                | Elche                                   |  |
|                                |       |     | - de Jong 39' - Puig 89' | Estádio: Estádio Manuel Martínez Valero |  |

| 31 de janeiro de 2021 21ª rod. | Barcelona                   | 2-1 | Athletic Bilbao   | Barcelona                    |  |
|                                | - Messi 20' - Griezmann 74' |     | - Alba 49' (g.c.) | Estádio: Camp Nou Público: 0 |  |

| 07 de fevereiro de 2021 22ª rod. | Real Betis                       | 2-3 | Barcelona                                          | Sevilla                            |  |
|                                  | - Iglesias 38' - Víctor Ruiz 75' |     | - Messi 59' - Víctor Ruiz 68' (g.c.) - Trincão 87' | Estádio: Estádio Benito Villamarín |  |

| 13 de fevereiro de 2021 23ª rod. | Barcelona                                     | 5-1 | Deportivo Alavés | Barcelona                    |  |
|                                  | - Trincão 29' 74' - Messi 46' 75' - Firpo 80' |     | - González 57'   | Estádio: Camp Nou Público: 0 |  |

| 21 de fevereiro de 2021 24ª rod. | Barcelona   | 1-1 | Cádiz           | Barcelona                    |  |
|                                  | - Messi 32' |     | - Fernández 89' | Estádio: Camp Nou Público: 0 |  |

| 27 de fevereiro de 2021 25ª rod. | Sevilla | 0-2 | Barcelona                 | Sevilla                                |  |
|                                  |         |     | - Dembélé 29' - Messi 85' | Estádio: Estádio Ramón Sánchez Pizjuán |  |

| 06 de março de 2021 26ª rod. | Osasuna | 0-2 | Barcelona               | Pamplona                          |  |
|                              |         |     | - Alba 30' - Moriba 83' | Estádio: Estádio Reyno de Navarra |  |

| 15 de março de 2021 27ª rod. | Barcelona                                      | 4-1 | Huesca         | Barcelona                    |  |
|                              | - Messi 13' 90' - Griezmann 35' - Mingueza 53' |     | - Rafa Mir 49' | Estádio: Camp Nou Público: 0 |  |

| 21 de março de 2021 28ª rod. | Real Sociedad     | 1-6 | Barcelona                                                    | San Sebastián                        |  |
|                              | - Barrenetxea 77' |     | - Griezmann 37' - Dest 43' 53' - Messi 56' 89' - Dembélé 71' | Estádio: Estádio Municipal de Anoeta |  |

| 05 de abril de 2021 29ª rod. | Barcelona     | 1-0 | Real Valladolid | Barcelona                    |  |
|                              | - Dembélé 90' |     |                 | Estádio: Camp Nou Público: 0 |  |

| 10 de abril de 2021 30ª rod. | Real Madrid               | 2-1 | Barcelona      | Madrid                              |  |
|                              | - Benzema 13' - Kroos 28' |     | - Mingueza 60' | Estádio: Estádio Alfredo di Stéfano |  |

| 29 de abril de 2021 31ª rod. | Barcelona   | 1-2 | Granada                   | Barcelona                    |  |
|                              | - Messi 23' |     | - Machís 63' - Molina 79' | Estádio: Camp Nou Público: 0 |  |

| 22 de abril de 2021 32ª rod. | Barcelona                                                      | 5-2 | Getafe                          | Barcelona                    |  |
|                              | - Messi 8' 33' - Chakla 8' (g.c.) - Araújo 87' - Griezmann 93' |     | - Lenglet 12' (g.c.) - Unal 69' | Estádio: Camp Nou Público: 0 |  |

| 25 de abril de 2021 33ª rod. | Villarreal       | 1-2 | Barcelona           | Vila-real                       |  |
|                              | - Chuckwueze 26' |     | - Griezmann 28' 35' | Estádio: Estádio de la Cerámica |  |

| 02 de maio de 2021 34ª rod. | Valencia                           | 2-3 | Barcelona                       | Valencia                  |  |
|                             | - Gabriel Paulista 50' - Soler 83' |     | - Messi 57' 69' - Griezmann 63' | Estádio: Estádio Mestalla |  |

| 08 de maio de 2021 35ª rod. | Barcelona | 0-0 | Atlético de Madrid | Barcelona                    |
|                             |           |     |                    | Estádio: Camp Nou Público: 0 |

| 11 de maio de 2021 36ª rod. | Levante                               | 3-3 | Barcelona                             | Valencia                            |  |
|                             | - Melero 57' - Morales 60' - León 83' |     | - Messi 25' - Pedri 34' - Dembélé 64' | Estádio: Estádio Ciutat de València |  |

| 16 de maio de 2021 37ª rod. | Barcelona   | 1-2 | Celta de Vigo        | Barcelona                    |  |
|                             | - Messi 28' |     | - Santi Mina 38' 89' | Estádio: Camp Nou Público: 0 |  |

| 22 de maio de 2021 38ª rod. | Eibar | 0-1 | Barcelona       | Eibar                                |  |
|                             |       |     | - Griezmann 81' | Estádio: Estádio Municipal de Ipurua |  |

### Copa del Rey
| 21 de janeiro de 2021 16-avos-de-final | Cornellà | 0-2 (pro.) | Barcelona                        | Cornellà de Llobregat               |  |
|                                        |          |            | - Dembélé 92' - Braithwaite 121' | Estádio: Camp Municipal de Cornellà |  |

| 27 de janeiro de 2021 Oitavas de final | Rayo Vallecano    | 1-2 | Barcelona                 | Madrid                     |  |
|                                        | - Fran García 63' |     | - Messi 69' - de Jong 80' | Estádio: Campo de Vallecas |  |

| 03 de fevereiro de 2021 Quartas de final | Granada                                | 3-5 (pro.) | Barcelona                                     | Granada                             |  |
|                                          | - Kenedy 33' - Soldado 47' - Vico 103' |            | Griezmann 88' 100' Alba 92' 113' de Jong 108' | Estádio: Estádio Nuevo los Cármenes |  |

| 10 de fevereiro de 2021 Semifinal - Ida | Sevilla                    | 2-0 | Barcelona | Sevilla                                |  |
|                                         | - Koundé 25' - Rakitic 85' |     |           | Estádio: Estádio Ramón Sánchez Pizjuán |  |

| 03 de março de 2021 Semifinal - Volta | Barcelona                                     | 3-0 (pro.) (3-2 agr.) | Sevilla | Barcelona         |  |
|                                       | - Dembélé 12' - Piqué 90+4' - Braithwaite 95' |                       |         | Estádio: Camp Nou |  |

| 17 de abril de 2021 Final | Athletic Bilbao | 0-4 | Barcelona                                     | Sevilla                                 |  |
|                           |                 |     | - Griezmann 60' - de Jong 63' - Messi 68' 72' | Estádio: Estádio Olímpico de la Cartuja |  |

### Liga dos Campeões da UEFA
O sorteio da fase de grupos aconteceu no dia 1 de outubro de 2020.

#### Fase de grupos
| Pos | Equipe         | Pts | J | V | E | D | GP | GC | SG  | Classificado                     |  | JUV | BAR | DKV | FER |
| --- | -------------- | --- | - | - | - | - | -- | -- | --- | -------------------------------- |  | --- | --- | --- | --- |
| 1   | Juventus       | 15  | 6 | 5 | 0 | 1 | 14 | 4  | +10 | Classificado às oitavas de final |  | —   | 0–2 | 3–0 | 2–1 |
| 2   | Barcelona      | 15  | 6 | 5 | 0 | 1 | 16 | 5  | +11 | Classificado às oitavas de final |  | 0–3 | —   | 2–1 | 5–1 |
| 3   | Dínamo de Kiev | 4   | 6 | 1 | 1 | 4 | 4  | 13 | −9  | Transferido para Liga Europa     |  | 0–2 | 0–4 | —   | 1–0 |
| 4   | Ferencváros    | 1   | 6 | 0 | 1 | 5 | 5  | 17 | −12 | Eliminado                        |  | 1–4 | 0–3 | 2–2 | —   |

1. 1 2  Empatado no confronto direto (3). Diferença de gols no confronto direto: Juventus +1, Barcelona –1.

      Vitória       Empate       Derrota       Futuros
| 20 de outubro de 2020 1ª rod. | Barcelona                                                                          | 5–1       | Ferencváros                                                             | Barcelona, Espanha                                           |  |
| 21:00 (UTC+2)                 | - Messi 27' (pen.) - Fati 42' - Coutinho 52' - Piqué 68' - Pedri 82' - Dembélé 89' | Relatório | - Laïdouni 32' - Ćivić 44' - Kharatin 70' (pen.), 85' - Kovačević 90+1' | Estádio: Camp Nou Público: 0 Árbitro: Sandro Schärer (Suíça) |  |

| 28 de outubro de 2020 2ª rod. | Juventus                                                         | 0–2       | Barcelona                                        | Turim, Itália                                                                |  |
| 21:00 (UTC+1)                 | - Kulusevski 45+3' - Demiral 70' 85' - Cuadrado 74' - Rabiot 79' | Relatório | - Dembélé 14' - Roberto 60' - Messi 90+1' (pen.) | Estádio: Juventus Stadium Público: 0 Árbitro: Danny Makkelie (Países Baixos) |  |

| 4 de novembro de 2020 3ª rod. | Barcelona                     | 2–1       | Dínamo de Kiev                  | Barcelona, Espanha                                                |  |
| 21:00 (UTC+1)                 | - Messi 5' (pen.) - Piqué 65' | Relatório | - Buyalskyi 70' - Tsyhankov 75' | Estádio: Camp Nou Público: 0 Árbitro: Michael Oliver (Inglaterra) |  |

| 24 de novembro de 2020 4ª rod. | Dínamo de Kiev | 0-4 | Barcelona                                              | Kiev, Ucrânia                     |  |
| 22:00 (UTC+2)                  |                |     | - Dest 52' - Braithwaite 57' 70' (pen) - Griezmann 92' | Estádio: Estádio Olímpico de Kiev |  |

| 2 de dezembro de 2020 5ª rod. | Ferencváros | 0-3 | Barcelona                                             | Budapeste, Hungria      |  |
| 21:00 (UTC+1)                 |             |     | - Griezmann 14' - Braithwaite 20' - Dembélé 92' (pen) | Estádio: Groupama Arena |  |

| 8 de dezembro de 2020 6ª rod. | Barcelona | 0-3 | Juventus                                               | Barcelona, Espanha |  |
| 21:00 (UTC+1)                 |           |     | - Cristiano Ronaldo 13' (pen) 52' (pen) - McKennie 20' | Estádio: Camp Nou  |  |

#### Oitavas de final
| 16 de fevereiro de 2021 Ida | Barcelona         | 1-4 | Paris Saint-Germain             | Barcelona, Espanha |  |
| 21:00 (UTC+1)               | - Messi 27' (pen) |     | - Mbappé 32' 65' 85' - Kean 70' | Estádio: Camp Nou  |  |

| 10 de março de 2021 Volta | Paris Saint-Germain | 1-1 | Barcelona   | Paris, França             |  |
| 21:00 (UTC+1)             | - Mbappé 30' (pen)  |     | - Messi 37' | Estádio: Parc des Princes |  |

### Supercopa da Espanha
| 13 de janeiro de 2021 Semifinal                | Real Sociedad   | 1-1 (pro.) (2-3 pen.)                 | Barcelona     | Córdoba                         |  |
|                                                | - Oyarzabal 51' |                                       | - de Jong 39' | Estádio: Estádio Nuevo Arcángel |  |
|                                                |                 | Penalidades                           |               |                                 |  |
| Bautista Oyarzabal Willian José Merino Januzaj |                 | de Jong Dembélé Pjanic Griezmann Puig |               |                                 |  |

| 17 de janeiro de 2021 Final | Barcelona           | 2-3 (pro.) | Athletic Bilbao                                       | Sevilla                                            |  |
|                             | - Griezmann 40' 77' |            | - de Marcos 42' - Villalibre 90' - Iñaki Williams 93' | Estádio: Estádio Olímpico de la Cartuja Público: 0 |  |

## Estatísticas

### Partidas e gols
Atualizado pela última vez em 06 de maio de 2021.
| Núm.           | Pos.     | Nac.                 | Jogador               | Total    | Total    | La Liga  | La Liga  | Liga dos Campeões | Liga dos Campeões | Copa del Rey | Copa del Rey | Supercopa | Supercopa |
| Núm.           | Pos.     | Nac.                 | Jogador               | Part.    | Gols     | Part.    | Gols     | Part.             | Gols              | Part.        | Gols         | Part.     | Gols      |
| Goleiros       | Goleiros | Goleiros             | Goleiros              | Goleiros | Goleiros | Goleiros | Goleiros | Goleiros          | Goleiros          | Goleiros     | Goleiros     | Goleiros  | Goleiros  |
| -------------- | -------- | -------------------- | --------------------- | -------- | -------- | -------- | -------- | ----------------- | ----------------- | ------------ | ------------ | --------- | --------- |
| 1              | GL       | Alemanha             | Marc-André ter Stegen | 42       | 0        | 31       | 0        | 5                 | 0                 | 4            | 0            | 2         | 0         |
| 13             | GL       | Brasil               | Neto                  | 12       | 0        | 7        | 0        | 3                 | 0                 | 2            | 0            | 0         | 0         |
| Defensores     |          |                      |                       |          |          |          |          |                   |                   |              |              |           |           |
| 2              | LT       | Estados Unidos       | Sergiño Dest          | 41       | 3        | 30       | 2        | 7                 | 1                 | 3            | 0            | 1         | 0         |
| 3              | ZG       | Espanha              | Gerard Piqué          | 23       | 2        | 18       | 0        | 3                 | 1                 | 2            | 1            | 0         | 0         |
| 4              | ZG       | Uruguai              | Ronald Araújo         | 33       | 2        | 24       | 2        | 3                 | 0                 | 4            | 0            | 2         | 0         |
| 15             | ZG       | França               | Clément Lenglet       | 48       | 1        | 33       | 1        | 8                 | 0                 | 5            | 0            | 2         | 0         |
| 18             | LT       | Espanha              | Jordi Alba            | 49       | 5        | 35       | 3        | 7                 | 0                 | 5            | 2            | 2         | 0         |
| 20             | LT       | Espanha              | Sergi Roberto         | 20       | 1        | 15       | 1        | 3                 | 0                 | 2            | 0            | 0         | 0         |
| 23             | ZG       | França               | Samuel Umtiti         | 16       | 0        | 13       | 0        | 1                 | 0                 | 2            | 0            | 0         | 0         |
| 24             | LT       | Espanha              | Junior Firpo          | 18       | 1        | 7        | 1        | 6                 | 0                 | 4            | 0            | 1         | 0         |
| 28             | ZG       | Espanha              | Óscar Mingueza        | 39       | 2        | 27       | 2        | 5                 | 0                 | 5            | 0            | 2         | 0         |
| Meio-campistas |          |                      |                       |          |          |          |          |                   |                   |              |              |           |           |
| 5              | MC       | Espanha              | Sergio Busquets       | 50       | 0        | 36       | 0        | 6                 | 0                 | 6            | 0            | 2         | 0         |
| 6              | MC       | Espanha              | Carles Aleñá          | 5        | 0        | 2        | 0        | 3                 | 0                 | 0            | 0            | 0         | 0         |
| 8              | MC       | Bósnia e Herzegovina | Miralem Pjanić        | 30       | 0        | 19       | 0        | 8                 | 0                 | 1            | 0            | 2         | 0         |
| 12             | MC       | Espanha              | Riqui Puig            | 24       | 1        | 14       | 1        | 4                 | 0                 | 4            | 0            | 2         | 0         |
| 14             | MC       | Brasil               | Philippe Coutinho     | 14       | 3        | 12       | 2        | 2                 | 1                 | 0            | 0            | 0         | 0         |
| 16             | MC       | Espanha              | Pedri                 | 52       | 4        | 37       | 3        | 7                 | 1                 | 6            | 0            | 2         | 0         |
| 19             | MC       | Brasil               | Matheus Fernandes     | 1        | 0        | 0        | 0        | 1                 | 0                 | 0            | 0            | 0         | 0         |
| 21             | MC       | Países Baixos        | Frenkie de Jong       | 51       | 7        | 36       | 3        | 7                 | 0                 | 5            | 3            | 2         | 1         |
| 27             | MC       | Espanha              | Ilaix Moriba          | 18       | 1        | 12       | 1        | 1                 | 0                 | 3            | 0            | 0         | 0         |
| Atacantes      |          |                      |                       |          |          |          |          |                   |                   |              |              |           |           |
| 7              | AT       | França               | Antoine Griezmann     | 51       | 20       | 36       | 13       | 7                 | 2                 | 6            | 3            | 2         | 2         |
| 9              | AT       | Dinamarca            | Martin Braithwaite    | 42       | 7        | 29       | 2        | 6                 | 3                 | 5            | 2            | 2         | 0         |
| 10             | AT       | Argentina            | Lionel Messi          | 47       | 38       | 35       | 30       | 6                 | 5                 | 5            | 3            | 1         | 0         |
| 11             | AT       | França               | Ousmane Dembélé       | 44       | 11       | 30       | 6        | 6                 | 3                 | 6            | 2            | 2         | 0         |
| 17             | AT       | Portugal             | Francisco Trincão     | 42       | 3        | 28       | 3        | 7                 | 0                 | 5            | 0            | 2         | 0         |
| 22             | AT       | Espanha              | Ansu Fati             | 10       | 5        | 7        | 4        | 3                 | 1                 | 0            | 0            | 0         | 0         |
| 29             | AT       | Estados Unidos       | Konrad de la Fuente   | 3        | 0        | 0        | 0        | 2                 | 0                 | 1            | 0            | 0         | 0         |

### Goleadores
Atualizado pela última vez em 06 de maio de 2021.
| Ranking     | Núm.        | Pos.        | Nac.           | Jogador            | La Liga | Copa del Rey | Liga dos Campeões | Supercopa | Total |
| ----------- | ----------- | ----------- | -------------- | ------------------ | ------- | ------------ | ----------------- | --------- | ----- |
| 1           | 10          | AT          | Argentina      | Lionel Messi       | 30      | 3            | 5                 | 0         | 38    |
| 2           | 7           | AT          | França         | Antoine Griezmann  | 13      | 3            | 2                 | 2         | 20    |
| 3           | 11          | AT          | França         | Ousmane Dembélé    | 6       | 2            | 3                 | 0         | 11    |
| 4           | 21          | MC          | Países Baixos  | Frenkie de Jong    | 3       | 3            | 0                 | 1         | 7     |
| 4           | 9           | AT          | Dinamarca      | Martin Braithwaite | 2       | 2            | 3                 | 0         | 7     |
| 6           | 18          | LT          | Espanha        | Jordi Alba         | 3       | 2            | 0                 | 0         | 5     |
| 6           | 22          | AT          | Espanha        | Ansu Fati          | 4       | 0            | 1                 | 0         | 5     |
| 8           | 16          | MC          | Espanha        | Pedri              | 2       | 0            | 1                 | 0         | 4     |
| 9           | 17          | AT          | Portugal       | Francisco Trincão  | 3       | 0            | 0                 | 0         | 3     |
| 9           | 14          | MC          | Brasil         | Philippe Coutinho  | 2       | 0            | 1                 | 0         | 3     |
| 9           | 2           | LT          | Estados Unidos | Sergiño Dest       | 2       | 0            | 1                 | 0         | 3     |
| 12          | 3           | ZG          | Espanha        | Gerard Piqué       | 0       | 1            | 1                 | 0         | 2     |
| 12          | 28          | ZG          | Espanha        | Óscar Mingueza     | 2       | 0            | 0                 | 0         | 2     |
| 12          | 4           | ZG          | Uruguai        | Ronald Araújo      | 2       | 0            | 0                 | 0         | 2     |
| 15          | 20          | LT          | Espanha        | Sergi Roberto      | 1       | 0            | 0                 | 0         | 1     |
| 15          | 15          | ZG          | França         | Clément Lenglet    | 1       | 0            | 0                 | 0         | 1     |
| 15          | 12          | MC          | Espanha        | Riqui Puig         | 1       | 0            | 0                 | 0         | 1     |
| 15          | 24          | LT          | Espanha        | Junior Firpo       | 1       | 0            | 0                 | 0         | 1     |
| 15          | 27          | MC          | Espanha        | Ilaix Moriba       | 1       | 0            | 0                 | 0         | 1     |
| Gols contra | Gols contra | Gols contra | Gols contra    | Gols contra        | 5       | 0            | 0                 | 0         | 5     |
| Totais      | Totais      | Totais      | Totais         | Totais             | 85      | 16           | 18                | 3         | 122   |

### Lesões
| Núm. | Pos. | Nac.                 | Jogador               | Tipo                                                 | Situação  | Partida                   | Data                    | Data de ret.            |
| ---- | ---- | -------------------- | --------------------- | ---------------------------------------------------- | --------- | ------------------------- | ----------------------- | ----------------------- |
| 1    | GL   | Alemanha             | Marc-André ter Stegen | Lesão no joelho direito                              | Lesionado | Temporada 2019–20         | Final da temporada      | 4 de novembro de 2020   |
| 23   | ZG   | França               | Samuel Umtiti         | Má condição física                                   | Lesionado | Em treinamento            | Pré-temporada           | 09 de setembro de 2020  |
| 19   | MC   | Brasil               | Matheus Fernandes     | Distensões do tendão direito                         | Lesionado | Em treinamento            | 15 de setembro de 2020  | 26 de outubro de 2020   |
| 24   | LT   | Espanha              | Junior Firpo          | Lesão no tendão direito                              | Lesionado | Em treinamento            | 30 de setembro de 2020  | 16 de outubro de 2020   |
| 18   | LT   | Espanha              | Jordi Alba            | Lesão no tendão direito                              | Lesionado | contra Sevilla            | 5 de outubro de 2020    | 23 de outubro de 2020   |
| 14   | MC   | Brasil               | Philippe Coutinho     | Lesão no tendão esquerdo                             | Lesionado | contra Real Madrid        | 24 de outubro de 2020   | 20 de novembro de 2020  |
| 4    | ZG   | Uruguai              | Ronaldo Araújo        | Lesão no tendão direito                              | Lesionado | contra Juventus           | 28 de outubro de 2020   | Desconhecido            |
| 1    | GL   | Alemanha             | Marc-André ter Stegen | Gestão de esforço                                    | Lesionado | Em treinamento            | 01 de dezembro de 2020  | 03 de dezembro de 2020  |
| 13   | GL   | Brasil               | Neto                  | Entorse do tornozelo                                 | Lesionado | Em treinamento            | 22 de março de 2021     | 24 de abril de 2021     |
| 4    | ZG   | Uruguai              | Ronaldo Araújo        | Entorse do tornozelo                                 | Lesionado | Contra Real Betis         | 08 de fevereiro de 2021 | 26 de fevereiro de 2021 |
| 4    | ZG   | Uruguai              | Ronaldo Araújo        | Lesão no tornozelo                                   | Lesionado | Contra Sevilla            | 28 de fevereiro de 2021 | 12 de março de 2021     |
| 3    | ZG   | Espanha              | Gerard Piqué          | Lesão no joelho                                      | Lesionado | Contra Atlético de Madrid | 22 de novembro de 2020  | 16 de fevereiro de 2021 |
| 3    | ZG   | Espanha              | Gerard Piqué          | Lesão no Ligamento intra-articular rasgado do joelho | Lesionado | Contra Sevilla            | 04 de março de 2021     | 09 de abril de 2021     |
| 23   | ZG   | França               | Samuel Umtiti         | COVID-19                                             | Lesionado | Em treinamento            | Pré-temporada           | 09 de setembro de 2020  |
| 23   | ZG   | França               | Samuel Umtiti         | Lesão no joelho                                      | Lesionado | Em treinamento            | Pré-temporada           | 08 de dezembro de 2020  |
| 23   | ZG   | França               | Samuel Umtiti         | Problemas gástricos                                  | Lesionado | Em treinamento            | 02 de janeiro de 2021   | 05 de janeiro de 2021   |
| 28   | ZG   | Espanha              | Óscar Mingueza        | Lesão na coxa                                        | Lesionado | Em treinamento            | 23 de outubro de 2020   | 06 de novembro de 2020  |
| 2    | LT   | Estados Unidos       | Sergiño Dest          | Problemas musculares                                 | Lesionado | Contra Athletic Bilbao    | 18 de janeiro de 2021   | 23 de janeiro de 2021   |
| 2    | LT   | Estados Unidos       | Sergiño Dest          | Problemas musculares                                 | Lesionado | Em treinamento            | 25 de janeiro de 2021   | 02 de fevereiro de 2021 |
| 2    | LT   | Estados Unidos       | Sergiño Dest          | Problemas musculares                                 | Lesionado | Em treinamento            | 08 de fevereiro de 2021 | 13 de fevereiro de 2021 |
| 20   | LT   | Espanha              | Sergi Roberto         | Lesão muscular                                       | Lesionado | Contra Atlético de Madrid | 22 de novembro de 2020  | 30 de janeiro de 2021   |
| 20   | LT   | Espanha              | Sergi Roberto         | COVID-19                                             | Lesionado | Em treinamento            | 01 de dezembro de 2020  | 15 de dezembro de 2020  |
| 20   | LT   | Espanha              | Sergi Roberto         | Lesão muscular                                       | Lesionado | Contra Granada            | 04 de fevereiro de 2021 | 08 de abril de 2021     |
| 5    | MC   | Espanha              | Sergio Busquets       | Problemas de ligamento                               | Lesionado | Em treinamento            | 14 de novembro de 2020  | 28 de novembro de 2020  |
| 8    | MC   | Bósnia e Herzegovina | Miralem Pjanic        | Lesão no pé                                          | Lesionado | Contra Juventus           | 09 de fevereiro de 2021 | 13 de fevereiro de 2021 |
| 8    | MC   | Bósnia e Herzegovina | Miralem Pjanic        | Lesão no tornozelo                                   | Lesionado | Em treinamento            | 26 de fevereiro de 2021 | 05 de março de 2021     |
| 16   | MC   | Espanha              | Pedri                 | Lesão muscular                                       | Lesionado | Contra Rayo Vallecano     | 28 de fevereiro de 2021 | 02 de março de 2021     |
| 14   | MC   | Brasil               | Philippe Coutinho     | Rotura do menisco lateral                            | Lesionado | Contra Eibar              | 30 de dezembro de 2020  | Fora da temporada       |
| 22   | AT   | Espanha              | Ansu Fati             | Traumatismo na anca                                  | Lesionado | Em treinamento            | Pré-temporada           | 18 de setembro de 2020  |
| 22   | AT   | Espanha              | Ansu Fati             | Lesão no menisco                                     | Lesionado | Contra Real Betis         | 08 de novembro de 2020  | Fora da temporada       |
| 10   | AT   | Argentina            | Lionel Messi          | Lesão no tornozelo                                   | Lesionado | Contra Real Valladolid    | 23 de dezembro de 2020  | 01 de janeiro de 2021   |
| 10   | AT   | Argentina            | Lionel Messi          | Lesão no tornozelo                                   | Lesionado | Em treinamento            | 12 de janeiro de 2021   | 15 de janeiro de 2021   |
| 11   | AT   | França               | Ousmane Dembélé       | Lesão na coxa                                        | Lesionado | Contra Cádiz              | 06 de dezembro de 2020  | 28 de dezembro de 2020  |
| 11   | AT   | França               | Ousmane Dembélé       | Lesão desconhecida                                   | Lesionado | Em treinamento            | 21 de abril de 2021     | 23 de abril de 2021     |
| 9    | AT   | Dinamarca            | Martin Braithwaite    | Lesão muscular                                       | Lesionado | Em treinamento            | Pré-temporada           | 30 de setembro de 2020  |
| 9    | AT   | Dinamarca            | Martin Braithwaite    | Quarentena                                           | Lesionado | Em treinamento            | 10 de novembro de 2020  | 13 de novembro de 2020  |
| 9    | AT   | Dinamarca            | Martin Braithwaite    | Lesão na coxa                                        | Lesionado | Contra Real Betis         | 09 de fevereiro de 2021 | 16 de fevereiro de 2021 |
| 9    | AT   | Dinamarca            | Martin Braithwaite    | Lesão no tornozelo                                   | Lesionado | Em treinamento            | 20 de abril de 2021     | 04 de maio de 2021      |
| 20   | LT   | Espanha              | Sergi Roberto         | Desconforto físico                                   | Lesionado | Contra Levante            | 11 de maio de 2021      | Fora da temporada       |
| 1    | GL   | Alemanha             | Marc-André ter Stegen | Operado no joelho                                    | Lesionado | Contra Celta de Vigo      | 17 de maio de 2021      | Fora da temporada       |

 – Jogador está lesionado
 – Jogador se recuperou da lesão
Última atualização: 04 de junho de 2021.

## Uniformes
O Barcelona utilizou cinco conjuntos de uniformes (excluindo variações) ao longo da temporada, um recorde do clube. Isso abrangeu a inclusão de uma quarta faixa da Senyera da temporada anterior e de um uniforme 'especial' para El Clásico, posteriormente utilizado contra o Real Madrid e o Atlético de Madrid na segunda metade da temporada.